# Levante UD
Levante Unión Deportiva is een Spaanse voetbalclub uit Valencia, die uitkomt in de Segunda División A. De club wordt gezien als de eerste club van de stad Valencia, naast het ook succesvolle Valencia CF. De bijnaam van Levante UD en de supporters is Els Granotes, wat De Kikkers betekent. De club speelt zijn thuiswedstrijden in het Ciutat de València, waar 25.354 supporters plaats in kunnen nemen. De naam Levante komt van het strand Playa de Levante, alwaar de club zijn speelcomplex had.

## Geschiedenis
Levante UD werd opgericht in 1909.
De club won in 1937 ten tijde van de Spaanse Burgeroorlog de Copa de la República door in de finale te winnen van Valencia CF. Na de Burgeroorlog liet dictator Francisco Franco de Copa de la República van 1937 ongeldig verklaren, maar op 25 september 2007 erkende het Spaanse parlement de beker alsnog.
In 2004 promoveerde Levante UD en kwam de club na een afwezigheid van bijna veertig jaar weer in de Primera División. Na één seizoen degradeerde club echter alweer. In 2006 werd door Levante UD als nummer drie van de Segunda División A opnieuw promotie bewerkstelligd. De club wist zich in het seizoen 2006/07 te handhaven, maar een seizoen later volgde toch degradatie. Met een laatste plaats zakte Levante UD in 2008 weer af naar de Segunda A. Na twee jaar in de Segunda División A promoveerde de club in 2010 opnieuw naar de hoogste Spaanse divisie.  Tijdens het seizoen 2015/16 zou de ploeg weer laatste eindigen en degraderen.  Maar het daaropvolgende seizoen 2016/17 werd de ploeg alweer kampioen in de Segunda A en keerde zo onmiddellijk terug.  Deze keer zou het verblijf op het hoogste niveau duren tot het einde van het seizoen 2021/22.

## Nederlanders bij Levante

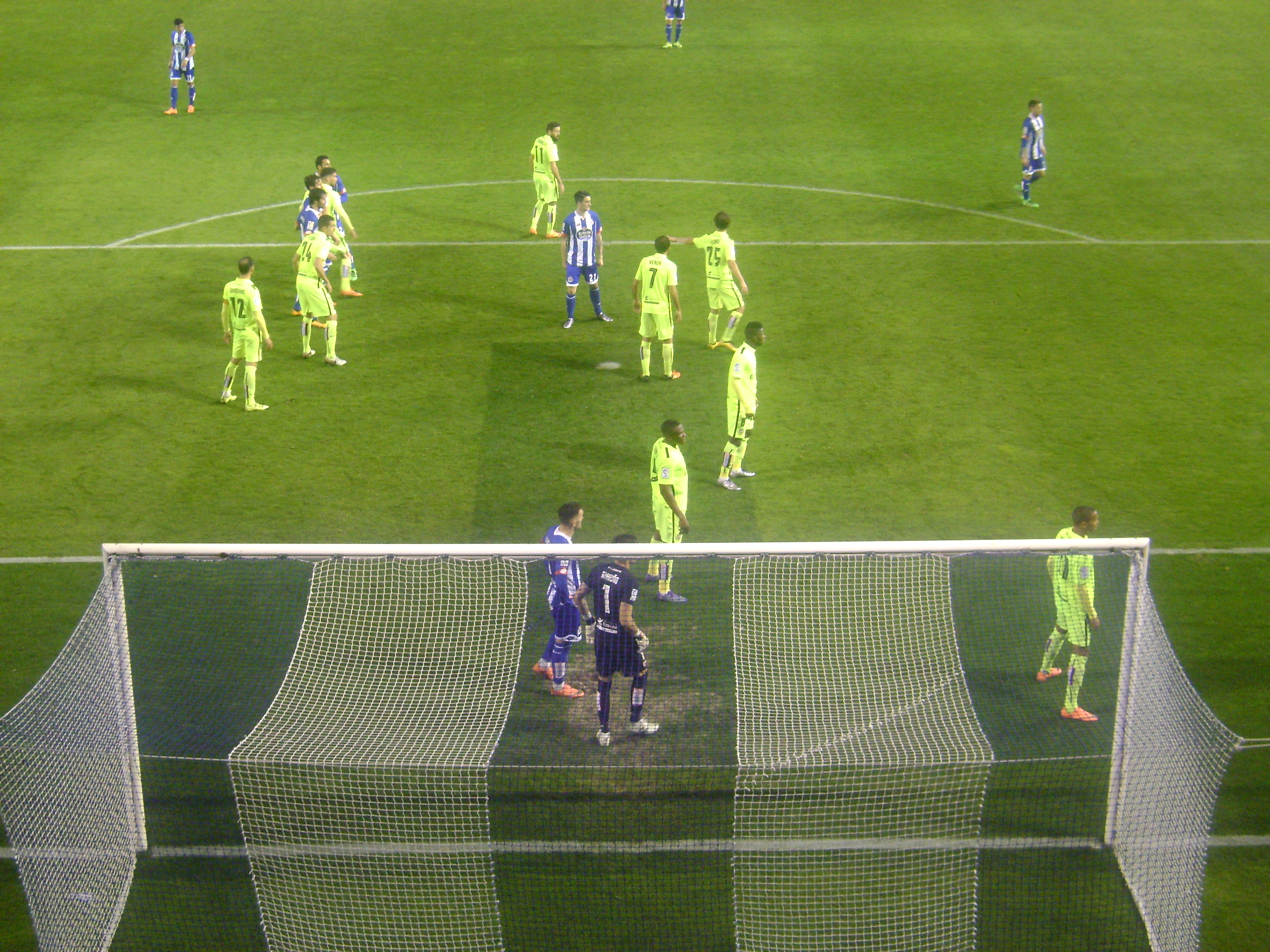
Deportivo de La Coruña vs. Levante UD.

In 1958 werd Faas Wilkes aangesteld als trainer/speler. Deze verbintenis duurde maar één seizoen, want Levante miste op een haar na promotie. De Spaanse bond hanteerde in die tijd de regel dat er geen buitenlanders in de tweede divisie mochten uitkomen. Vanwege zijn verdiensten kreeg Wilkes dispensatie, maar hij moest wel promoveren. Dat mislukte dus net.
Johan Cruijff speelde in het seizoen 1980/81 bij Levante. Hij meldde zich bij Levante, nadat hij failliet was gegaan. Cruijff stelde een aparte constructie in het contract voor. Hij zou het verschil in recette krijgen ten opzichte van het jaar ervoor. Hij verwachtte namelijk een aanzienlijke toename van de toeschouwersaantallen door zijn aanwezigheid. Hij speelde twaalf wedstrijden voor Levante en scoorde twee keer. Door toenemende onenigheid over de financiën stapte Cruijff op en liet Levante in ontreddering achter. Het team, dat vooraf — ook zonder Cruijff — op promotie had gerekend, eindigde op een kleurloze tiende plaats en in ernstige financiële problemen.
Wat Wilkes en Cruijff niet lukte, flikte Riga Mustapha wel. Riga scoorde in zijn eerste seizoen bij Levante 11 doelpunten en mede daardoor promoveerde Levante naar de Primera Division (2005/2006). Het seizoen daarna scoorde Riga negen doelpunten in de Primera Division. In zijn laatste seizoen degradeerde Levante, desondanks wist Riga 15 doelpunten te maken.

## Mannen

### Erelijst

#### Nationaal
- Copa del Rey: 1937, 1938,1939,1940,1941
- Segunda División A: 2004, 2017, 2025
- Segunda División B: 1989, 1996, 1999, 2025
- Tercera División: 1944, 1973

#### Regionaal
- Campeonato Levante-Sur:1935
- Campeonato de Valencia:1928
- Trofeo Ciudad de Valencia:1996,1997

## Eindklasseringen
- 1940 1e
Segunda División
- 1941 3e
Segunda División
- 1942 8e
Segunda División
- 1943 1e
Tercera División
- 1944 1e
Tercera División
- 1945 2e
Tercera División
- 1946 1e
Tercera División
- 1947 6e
Segunda División
- 1948 5e
Segunda División
- 1949 9e
Segunda División
- 1950 13e
Segunda División
- 1951 13e
Segunda División
- 1952 14e
Segunda División
- 1953 2e
Tercera División
- 1954 1e
Tercera División
- 1955 15e
Segunda División
- 1956 1e
Tercera División
- 1957 11e
Segunda División
- 1958 4e
Segunda División
- 1959 2e
Segunda División
- 1960 6e
Segunda División
- 1961 6e
Segunda División
- 1962 6e
Segunda División
- 1963 2e
Segunda División
- 1964 10e
Primera División
- 1965 14e
Primera División
- 1966 5e
Segunda División
- 1967 4e
Segunda División
- 1968 14e
Segunda División
- 1969 3e
Tercera División
- 1970 4e
Tercera División
- 1971 12e
Tercera División
- 1972 6e
Tercera División
- 1973 1e
Tercera División
- 1974 19e
Segunda División
- 1975 2e
Tercera División
- 1976 1e
Tercera División
- 1977 18e
Segunda División
- 1978 4e
Segunda División B
- 1979 1e
Segunda División B
- 1980 10e
Segunda División
- 1981 9e
Segunda División
- 1982 19e
Segunda División
- 1983 2e
Tercera División
- 1984 2e
Tercera División
- 1985 11e
Segunda División B
- 1986 10e
Segunda División B
- 1987 2e
Tercera División
- 1988 6e
Segunda División B
- 1989 1e
Segunda División B
- 1990 15e
Segunda División
- 1991 19e
Segunda División
- 1992 11e
Segunda División B
- 1993 9e
Segunda División B
- 1994 3e
Segunda División B
- 1995 1e
Segunda División B
- 1996 1e
Segunda División B
- 1997 9e
Segunda División
- 1998 22e
Segunda División
- 1999 1e
Segunda División B
- 2000 7e
Segunda División
- 2001 8e
Segunda División
- 2002 19e
Segunda División
- 2003 4e
Segunda División
- 2004 1e
Segunda División
- 2005 18e
Primera División
- 2006 3e
Segunda División
- 2007 15e
Primera División
- 2008 20e
Primera División
- 2009 8e
Segunda División
- 2010 3e
Segunda División
- 2011 14e
Primera División
- 2012 6e
Primera División
- 2013 11e
Primera División
- 2014 10e
Primera División
- 2015 14e
Primera División
- 2016 20e
Primera División
- 2017 1e
Segunda División
- 2018 15e
Primera División
- 2019 15e
Primera División
- 2020 12e
Primera División
- 2021 14e
Primera División
- 2022 19e
Primera División
- 2023 3e
Segunda División
- 2024 8e
Segunda División
- 2025 1e
Segunda División

- Primera División
- Segunda División
- Segunda División B
- Tercera Federación

## Bekende spelers
- Johan Cruijff
- Faas Wilkes
- Vladan Kujović
- Miguel Ángel
- Sergio García
- Jofre Mateu
- Juanfran
- José Francisco Molina
- Pepelu
- Vicente Rodríguez
- Coke
- José Luis Morales
- Carlos Caszely
- Pablo Cavallero
- Vladimir Manchev
- Albert Meyong
- Predrag Mijatović
- Daniel Ngom Komé
- Sjota Arveladze
- Frédéric Déhu
- Olivier Kapo
- Ian Harte
- Johan Mjällby
- Jefferson Montero
- Héctor Núñez
- Damiano Tommasi
- Marco Storari
- Christian Stuani
- Deyverson
- Wesley

## In Europa
Uitslagen vanuit gezichtspunt Levante UD
| Seizoen | Competitie    | Ronde        | Land                 | Club               | Totaalscore | 1e W    | 2e W       | PUC  |
| ------- | ------------- | ------------ | -------------------- | ------------------ | ----------- | ------- | ---------- | ---- |
| 2012/13 | Europa League | PO           | Vlag van Schotland   | Motherwell FC      | 3-0         | 2-0 (U) | 1-0 (T)    | 15.0 |
|         |               | Groep L      | Vlag van Duitsland   | Hannover 96        | 3-4         | 1-2 (U) | 2-2 (T)    | 15.0 |
|         |               | Groep L      | Vlag van Zweden      | Helsingborgs IF    | 4-1         | 1-0 (T) | 3-1 (U)    | 15.0 |
|         |               | Groep L (2e) | Vlag van Nederland   | FC Twente          | 3-0         | 3-0 (T) | 0-0 (U)    | 15.0 |
|         |               | 2R           | Vlag van Griekenland | Olympiakos Piraeus | 4-0         | 3-0 (T) | 1-0 (U)    | 15.0 |
|         |               | 1/8          | Vlag van Rusland     | Roebin Kazan       | 0-2         | 0-0 (T) | 0-2 nv (U) | 15.0 |

Totaal aantal punten voor UEFA coëfficiënten: 15.0
Zie ook
- Deelnemers UEFA-toernooien Spanje
- Ranglijst van alle clubs die in de diverse Europa Cups zijn uitgekomen

## Vrouwen

### In Europa
#Q = #voorronde, #R = #ronde, Groep = groepsfase, 1/8 = achtste finale, 1/4 = kwartfinale, PUC = punten UEFA coëfficiënten 
| Seizoen | Competitie                    | Ronde | Land                     | Club                | Score |
| ------- | ----------------------------- | ----- | ------------------------ | ------------------- | ----- |
| 2001/02 | UEFA Women's Cup              | 1e    | Vlag van Duitsland       | 1. FFC Frankfurt    | 0-1   |
|         | toernooi in Frankfurt am Main | 1e    | Vlag van Armenië         | College Sports Club | 17-0  |
|         |                               | 1e    | Vlag van Moldavië        | FC Codru Chişinău   | 3-1   |
| 2002/03 | UEFA Women's Cup              | 1e    | Vlag van België          | KSC Eendracht Aalst | 8-0   |
|         | toernooi in Londen            | 1e    | Vlag van Engeland        | Arsenal LFC         | 1-2   |
|         |                               | 1e    | Vlag van Azerbeidzjan    | Gömrükcü Bakoe      | 2-1   |
| 2008/09 | UEFA Women's Cup              | 1e    | Vlag van Noord-Macedonië | ŽFK Skiponjat       | 9-0   |
|         | toernooi in Skiponjat         | 1e    | Vlag van België          | KVK Tienen          | 9-2   |
|         |                               | 1e    | Vlag van Tsjechië        | AC Sparta Praag     | 0-0   |
|         | toernooi in Kaluš             | 2e    | Vlag van Denemarken      | Brøndby IF          | 0-1   |
|         |                               | 2e    | Vlag van Duitsland       | FCR 2001 Duisburg   | 0-5   |
|         |                               | 2e    | Vlag van Oekraïne        | Naftokhimik Kaluš   | 4-1   |